# Локус контролю
Ло́кус контро́лю — поняття, яке характеризує суб'єктивне сприйняття локалізації причин поведінки чи керівного початку у себе чи інших. Уведено американським психологом Дж. Роттером. Локус контролю оцінюється на шкалі інтернальності-екстернальності від високо інтернального до високо екстернального. 

## Приписування відповідальності за результати діяльності

### Приписування відповідальності зовнішнім силам
Приписування відповідальності зовнішнім силам — екстернальний, зовнішній локус контролю. Відповідає пошуку причин поведінки зовні, серед оточення. Схильність до зовнішнього локусу контролю виявляється разом з такими рисами, як непевність у своїх можливостях, неврівноваженість, прагненні відкласти реалізацію намірів на невизначений термін, тривожність, підозріливість, конформність та агресивність. За неможливості впливання на перебіг подій, у осіб із зовнішнім локусом контролю переважно формується безпорадність та зниження пошукової активності, на відміну від осіб із внутрішнім локусом контролю.

### Приписування відповідальності власним здібностям та зусиллям
Приписування відповідальності власним здібностям та зусиллям — інтернальний, внутрішній локус контролю. Відповідає пошуку причин поведінки в собі. Люди зі внутрішнім локусом контролю впевненіші в собі, послідовні та наполегливі в досягненні поставленої мети, схильні до самоаналізу, врівноважені, товариські, доброзичливі та незалежні. Показано, що внутрішній локус контролю є соціально схвальною цінністю, ідеальному Я приписується внутрішній локус контролю. Особи з внутрішнім локусом контролю частіше досягають творчих та професійних успіхів.
Локус контролю не визначає реальність контролю зовнішніми чи внутрішніми причинами, а лише суб'єктивне його сприйняття. Локус контролю — стійка властивість індивіда, яка формується при його соціалізації.